# Deniz Tek
Deniz Tek (Ann Arbor, ...) è un chitarrista e compositore statunitense.
Attualmente componente dei Radio Birdman. Ha fatto parte di molti gruppi punk underground, come i The Visitors e i New Race, ma è meglio noto per la sua influenza sul punk rock australiano. È sposato con Angie Pepper, nota musicista australiana ed ex componente dei The Passengers. Tek è cresciuto ad Ann Arbor, ma passò il 1967 in Australia con i suoi genitori, e si trasferì definitivamente lì nel 1972.
Tek è anche un medico di pronto soccorso e pilota della marina militare statunitense.

## Discografia

### The Deniz Tek Group
- 1994 - Outside (LP)
- 1995 - 4-4 The Number of The Beat (EP)
- 1996 - Italian Tour (EP)
- 1996 - Le Bonne Route
- 1997 - Bad Road (EP)

### Deniz Tek solista
- 1989 - Orphan Tracks (LP)
- 1992 - Good 'Nuff (EP)
- 1992 - Take It To The Verticle (LP)
- 1998 - Equinox (EP)
- 1999 - Got Live
- 2018 - Lost For Words (LP)